# ベニングブロー
ベニングブロー（Beningbrough、ベニングバラとも、1791年 - 1815年）は、1800年前後に活躍したイギリスの競走馬・種牡馬。セントレジャーステークスに勝利したほか、のちに種牡馬としても成功した。

## 経歴
1794-1797年に競走生活を送った。ベニングブローが勝ったレースは多数あるが、1794年のセントレジャーステークスとドンカスターカップ、1795年のドンカスターステークスが主要な勝ち鞍と言える。一流馬ではあるが、同父で同一馬主のハンブルトニアン (Hambletonian) とは何度か対戦したものの、すべて惨敗に終わった。
種牡馬としては、オーヴィル（Orville。セントレジャー、1812,23年首位種牡馬）が代表的な産駒で、ほかにもオークス馬を2頭、ドンカスターカップ馬を2頭産している。総合的に見て前述のハンブルトニアンよりも成功しており、19世紀前半のサラブレッドに与えた影響は小さくない。1815年2月7日に死亡。遺体は最後の馬主となったディムスデイル家の前に生えているクワの木の下に埋められた。
父系はひ孫のプライアム（Priam。ダービーステークス、イギリス首位種牡馬2回、アメリカ首位種牡馬5回）からあとが続かず、20世紀を待たずに消滅している。

## 血統表
| ベニングブローの血統（キングファーガス系（エクリプス系） / Tartar 4×3=18.75%、Miss Slamerkin 4×4=12.5%、Partner 5,4×5=12.5%、Bartlet's Childers-Flying Childers 5× (5) =6.25%、Godolphin Arabian 5×5.5=9.38%） | ベニングブローの血統（キングファーガス系（エクリプス系） / Tartar 4×3=18.75%、Miss Slamerkin 4×4=12.5%、Partner 5,4×5=12.5%、Bartlet's Childers-Flying Childers 5× (5) =6.25%、Godolphin Arabian 5×5.5=9.38%） | ベニングブローの血統（キングファーガス系（エクリプス系） / Tartar 4×3=18.75%、Miss Slamerkin 4×4=12.5%、Partner 5,4×5=12.5%、Bartlet's Childers-Flying Childers 5× (5) =6.25%、Godolphin Arabian 5×5.5=9.38%） | （血統表の出典） | （血統表の出典） |
| 父 King Fergus 1775 栗 | 父の父Eclipse 1764 栗 | Marske 1750 黒鹿 | Squirt           | Squirt           |
| 父 King Fergus 1775 栗 | 父の父Eclipse 1764 栗 | Marske 1750 黒鹿 | Blacklegs Mare   |                  |
| 父 King Fergus 1775 栗 | 父の父Eclipse 1764 栗 | Spilletta 1749 黒鹿 | Regulus          | Regulus          |
| 父 King Fergus 1775 栗 | 父の父Eclipse 1764 栗 | Spilletta 1749 黒鹿 | Mother Western   |                  |
| 父 King Fergus 1775 栗 | 父の母Creeping Polly Polly 1756 栗 | Othello 1743 | Crab Panton's    | Crab Panton's    |
| 父 King Fergus 1775 栗 | 父の母Creeping Polly Polly 1756 栗 | Othello 1743 | Miss Slamerkin   |                  |
| 父 King Fergus 1775 栗 | 父の母Creeping Polly Polly 1756 栗 | Fanny 1751 | Tartar           | Tartar           |
| 父 King Fergus 1775 栗 | 父の母Creeping Polly Polly 1756 栗 | Fanny 1751 | Starling Mare    |                  |
| 母 Fenwicks Herod Mare 1780 鹿 | 母の父Herod 1758 鹿 | Tartar 1743 栗 | Partner          | Partner          |
| 母 Fenwicks Herod Mare 1780 鹿 | 母の父Herod 1758 鹿 | Tartar 1743 栗 | Meliora          |                  |
| 母 Fenwicks Herod Mare 1780 鹿 | 母の父Herod 1758 鹿 | Cypron 1750 鹿 | Blaze            | Blaze            |
| 母 Fenwicks Herod Mare 1780 鹿 | 母の父Herod 1758 鹿 | Cypron 1750 鹿 | Selima           |                  |
| 母 Fenwicks Herod Mare 1780 鹿 | 母の母Pyrrha 1771 鹿 | Matchem 1748 鹿 | Cade             | Cade             |
| 母 Fenwicks Herod Mare 1780 鹿 | 母の母Pyrrha 1771 鹿 | Matchem 1748 鹿 | Partner Mare     |                  |
| 母 Fenwicks Herod Mare 1780 鹿 | 母の母Pyrrha 1771 鹿 | Duchess 1748 | Whitenose        | Whitenose        |
| 母 Fenwicks Herod Mare 1780 鹿 | 母の母Pyrrha 1771 鹿 | Duchess 1748 | Miss Slamerkin 7 |                  |